# Joseph Larmor
Joseph Larmor (11 de julio de 1857 Magheragall, Condado de Antrim, Irlanda del Norte – 19 de mayo de 1942 Holywood, County Down, Irlanda del Norte) fue un físico y matemático que hizo importantes avances en el entendimiento de la electricidad, la dinámica y la termodinámica así como la teoría electrónica de la materia. Su obra más influyente fue Aether and Matter, un libro teórico publicado en 1900.

## Biografía
Larmor se crio en Belfast, hijo de un tendero. Estudió en la Royal Belfast Academical Institution, luego la Queen's University Belfast y finalmente en la Universidad de Cambridge. Tras enseñar filosofía natural (física) durante algunos años en la Universidad Nacional de Irlanda, Galway, en 1885 aceptó un puesto como profesor de matemáticas en St John's College, Cambridge. En 1903 fue nombrado Profesor Lucasiano de matemáticas en Cambridge, puesto que ocupó hasta su retiro en 1932. Nunca se casó.
Larmor propuso que el éter podría ser representado como un fluido homogéneo perfectamente incompresible y elástico. Larmor creía que el éter era algo diferente de la materia. Unió la teoría de Lord Kelvin sobre giroscopios con su teoría.
Paralelamente al desarrollo de la teoría del éter de Lorentz, Larmor publicó la transformación de Lorentz completa en Philosophical Transactions of the Royal Society en 1897 dos años antes de Hendrik Lorentz (1899, 1904) y ocho antes de Albert Einstein (1905). Larmor predijo el fenómeno de la dilatación del tiempo, al menos en electrones en órbita y verificó que la contracción de FitzGerald-Lorentz debía ocurrir para aquellos cuerpos cuyos átomos se mantuvieran juntos por fuerzas electromagnéticas. En su libro Aether and Matter (1900), de nuevo presentó la transformación de Lorentz, la dilatación del tiempo y la contracción del espacio, tratados como un efecto dinámico más que cinemático. Larmor se opuso a la teoría de la relatividad de Albert Einstein, salvo por un breve periodo. Rechazó tanto la curvatura del espacio como la teoría especial de la relatividad, al punto de que defendía que un tiempo absoluto era esencia para la astronomía. (Larmor 1924, 1927).
Larmor sostuvo que la materia estaba formada por partículas elementales moviéndose en el éter. Creía que la fuente de la carga eléctrica era una “partícula” (que para 1894 ya era llamada electrón). Así, en lo que aparentemente fue la primera predicción de la dilatación del tiempo, escribió que “electrones individuales describen órbitas correspondientes en tiempos más cortos para el sistema en el radio (1 - v2/c2)1/2" (Larmor 1897).
Larmor mantuvo que el flujo de partículas cargadas constituía la corriente eléctrica (pero no era parte del átomo). Calculó la tasa de energía radiada desde un electrón acelerado. Y explicó la división de las líneas espectrales en un campo magnético por la oscilación de electrones.
En 1919, Larmor propuso que las manchas solares eran dinamos autoregenerativos en la superficie solar.
Motivado por su oposición a la Ley de Gobierno de Irlanda en febrero de 1911 Larmor se presentó para el escaño que la Universidad de Cambridge tenía en el Parlamento del Reino Unido dentro de los liberalunionistas, que ganó. Se mantuvo en el parlamento hasta las elecciones de 1922, cuando la cuestión irlandesa ya había quedado zanjada. Tras su retiro de Cambridge en 1932 Larmor volvió a County Down en Irlanda del Norte.

## Publicaciones (títulos originales en inglés)
- 1887, "On the direct applications of first principles in the theory of partial differential equations," Proceedings of the Royal Society.
- 1891, "On the theory of electrodynamics," Proceedings of the Royal Society.
- 1892, "On the theory of electrodynamics, as affected by the nature of the mechanical stresses in excited dielectrics," Proceedings of the Royal Society.
- 1893-97, "Dynamical Theory of the Electric and Luminiferous Medium," Proceedings of the Royal Society; Philosophical Transactions of the Royal Society. Serie de tres trabajos con la teoría del universo de Larmor.
- 1894, "Least action as the fundamental formulation in dynamics and physics," Proceedings of the London Mathematical Society.
- 1896, "The influence of a magnetic field on radiation frequency," Proceedings of the Royal Society.
- 1896, "On the absolute minimum of optical deviation by a prism," Proceedings of the Cambridge Philosophical Society.
- Larmor, J. (1897), «On a Dynamical Theory of the Electric and Luminiferous Medium, Part 3, Relations with material media», Phil. Trans. Roy. Soc. 190: 205-300.; Contiene la transformación de Lorentz en p. 229.
- 1898, "Note on the complete scheme of electrodynamic equations of a moving material medium, and electrostriction," Proceedings of the Royal Society.
- 1898, "On the origin of magneto-optic rotation," Proceedings of the Cambridge Philosophical Society.
- Larmor, J. (1900), Aether and Matter, Cambridge University Press.; Contiene la transformación de Lorentz en p.p. 174.
- 1903, "On the electrodynamic and thermal relations of energy of magnetisation," Proceedings of the Royal Society.
- 1907, "Aether" in Encyclopædia Britannica, 11th ed. London.
- 1908, "William Thomson, Baron Kelvin of Largs. 1824-1907" (Obituary). Proceedings of the Royal Society.
- 1924, "On Editing Newton," Nature.
- 1927, "Newtonian time essential to astronomy," Nature.
- 1929, "Mathematical and Physical Papers. Cambridge Univ. Press.

Larmor publicó las obras de George Stokes, James Thomson y William Thomson.

## Eponimia
- El cráter lunar Larmor lleva este nombre en su memoria.[2]